# Саньо
Sanyo Electric Co., Ltd. (на японски: 三洋電機株式会社) е японски концерн в областта на електрониката. Името, което на японски означава „три океана“, произлиза от амбицията на основателите да продават продуктите си на Атлантическия, Тихия и Индийския океани. През 2009 г. Панасоник купува 50,2% от Саньо, като по този начин Саньо се превръща в дъщерна компания. Към април 2011 г. Панасоник вече я притежава изцяло.

## История
През 1947 г. SANYO Electric Works е основан от Тошио Иуе (1902 – 1969) в Моригучи, Осака. Първите продукти, които се произвеждат, са генераторни фарове за велосипеди. През 1950 г. е регистрирано дружеството SANYO Electric Co., Ltd. в Моригучи. През 2009 г. компанията е придобита от Панасоник.